# Рационализам
Рационализам је позиција у теорији сазнања према којој у процесу сазнања пресудну улогу и значај има разум, често у супротности са другим могућим изворима знања као што су вера, традиција или чулно искуство. Формалније, рационализам се дефинише као методологија или теорија „у којој критеријум истине није чулни, већ интелектуални и дедуктиван“.
У великој филозофској дебати током Просветитељства, рационализам (понекад се овде изједначава са инатизмом) био је супротстављен емпиризму. С једне стране, рационалисти попут Ренеа Декарта наглашавали су да је знање првенствено урођено и да интелект, унутрашња способност људског ума, стога може директно да схвати или изведе логичке истине; с друге стране, емпиристи попут Џона Лока наглашавали су да знање није првенствено урођено и да се најбоље стиче пажљивим посматрањем физичког света изван ума, наиме кроз чулна искуства. Рационалисти су тврдили да у логици, математици, етици и метафизици постоје одређени принципи који су толико суштински истинити да њихово порицање доводи до контрадикције. Рационалисти су имали толико велико поверење у разум да су емпиријски и физички докази сматрани непотребним за утврђивање одређених истина – другим речима, „постоје значајни начини на које се наши концепти и знање стичу независно од чулног искуства“.
Различити степени нагласка на овој методи или теорији доводе до низа рационалистичких становишта, од умереног става „да разум има предност над другим начинима стицања знања“ до екстремније позиције да је разум „јединствени пут до знања“. С обзиром на предмодерно схватање разума, рационализам је идентичан филозофији, сократском животу истраживања, или зететичком (скептичном) јасном тумачењу ауторитета (отвореном према основном или суштинском узроку ствари како се оне чине нашем осећају извесности).
У психологији личности, психолошко-антрополошки рационализам заступају Адлер, Олпорт и Маслов између осталих, који сматраки да је човек, пре свега, свесно и рационално биће које зна шта ради и зашто то ради. Супротно од ирационализма.

## Дефиниција
Поред ширег значења појма, „рационализам“ се у новијим филозофским списима најчешће везује за позиције седамнаестовековних филозофа Декарта, Спинозе и Лајбница. Ови мислиоци се најчешће називају и континенталним рационалистима – насупрот такозваним британским емпиристима: Локу, Берклију и Хјуму.
Ови континентални рационалисти сматрају да је могућ неемпиријски (без чулног искуства) рационални приступ истини о свету, и дају привилегију разуму у односу на чула. Такође, привлачи их математика као модел сазнања. Међутим, сваки од тројице поменутих филозофа даље развија идеје на специфичан начин.

## Позадина
Рационализам - као апел за људски разум као начин стицања знања - има филозофску историју која датира из антике. Аналитичка природа већег дела филозофског истраживања, свест о привидно априорним доменима знања као што је математика, у комбинацији са нагласком на стицању знања коришћењем рационалних способности (обично одбацујући, на пример, директно откривење), учиниле су рационалистичке теме веома присутне у историји филозофије.
Од просветитељства, рационализам је обично повезан са увођењем математичких метода у филозофију као што се види у делима Декарта, Лајбница и Спинозе. То се обично назива континентални рационализам, јер је преовлађивао у континенталним школама Европе, док је у Британији доминирао емпиризам.
Разлика између две филозофије није тако јасна као што се понекад сугерира; на пример, Декарт и Лок имају сличне погледе на природу људских идеја.
Присталице неких врста рационализма тврде да би, почевши од основних основа, као што су аксиоми геометрије, могли дедуктивно извући остатак свих могућих знања. Угледни филозофи који су то гледиште најјасније заступали били су Барух Спиноза и Готфрид Лајбниц, чији су покушаји да се ухвате у коштац са епистемолошким и метафизичким проблемима које је поставио Декарт довели до развоја темељног приступа рационализма. И Спиноза и Лајбниц су тврдили да се у принципу сва сазнања, укључујући и научно знање, могу стећи само употребом разума, мада су обојица приметили да то није могуће у пракси за људска бића, осим у специфичним областима, попут математике. С друге стране, Лајбниц је у својој књизи Монадологија признао да смо „сви ми пуки емпири у три четвртине наших поступака“.

## Историја

#### Рационалистичка филозофија из антике
Иако је рационализам у свом модерном облику пост-античка  филозофија, филозофи из овог доба поставили су темеље рационализма. Особито разумевање да можемо бити свесни сазнања доступног само употребом рационалне мисли.

#### Питагора (570–495. Пне)
Питагора је био један од првих западних филозофа који је нагласио рационалистички увид.  Често је цењен као велики математичар, мистик и научник, али најпознатији је по питагорејској теореми, која носи његово име, и по томе што је открио математички однос између дужине жица на лутњи и зазора нота. Питагора "је веровао да ове хармоније одражавају крајњу природу стварности."Резимирао је имплицирани метафизички рационализам речима" Све је број ". Вероватно је да је ухватио рационалистичку визију, коју је касније видео Галилео (1564-1642), свет којим владају математички формулирани закони “. Говорило се да је први човек који се називао филозофом или љубитељем мудрости.

#### Платон (427–347. п. н. е.)
Платон је држао рационални увид у веома висок стандард, као што се види у његовим делима као што су Мено и Држава. Предавао је теорију облика (или теорију идеја) која тврди да највиша и најосновнија врста стварности није материјални свет промена која нам је позната кроз осећај, већ апстрактни, нематеријални (али суштински) свет форми (или идеје). За Платона су ови облици били доступни само разуму, а чулима.  У ствари, каже се да се Платон дивио разуму, нарочито у геометрији, тако високо да је имао фразу „Нека нико ко је игнорантан о геометрији уђе“ написано преко врата његове академије.

#### Аристотел (384–322. п. н. е.)
Аристотелов главни допринос рационалистичком размишљању била је употреба силогистичке логике и њена употреба у аргументима. Аристотел дефинира силогизам као "дискурс у којем су одређене (специфичне) ствари које се претпостављају, нешто другачије од ствари које претпостављају резултате нужности, јер су такве ствари такве."
Упркос овој врло општој дефиницији, Аристотел се ограничава на категоричке силогизме који састоје се од три категоричке тврдње у његовом раду Prior Analytics. Они укључују категоричке модалне силогизме.

## Средњи век
Иако се три велика грчка филозофа нису слагала око одређених тачака, сви су се сложили да рационална мисао може донети на видело знање које је било очигледно - информацију коју људи иначе не би могли знати без употребе разума. Након Аристотелове смрти, западњачка рационалистичка мисао  је била окарактерисана његовом применом на теологију, као што је у делима Августина, исламског филозофа Авицене (Ибн Сина), Авероеса (Ибн Рушд) и јеврејског филозофа и теолога Мајмонида. Један запажен догађај на западном временском трагу била је филозофија Томе Аквинског који је у тринаестом веку покушао спојити грчки рационализам и хришћанско откривење.

## Класични рационализам
Рани модерни рационализам има своје корене у Холандији из 17. века, са значајним интелектуалним представницима попут Хуга Гроција, Рене Декарта и Барух Спинозе.

#### Рене Декарт (1596–1650)
Декарт је био први од модерних рационалиста и назван је 'оцем модерне филозофије'. Много каснија западњачка филозофија одговор је на његова писања, која се помно проучавају до данас.
Декарт је сматрао да само знање вечних истина - укључујући истине математике и епистемолошке и метафизичке темеље наука - може бити стечено само разумом; друго знање, знање физике, потребно искуство света, потпомогнуто научном методом. Такође је тврдио да, иако се снови чине стварним колико и осећајно искуство, ти снови не могу људима пружити знање. Такође, будући да свесно искуство чула може бити узрок илузија, тада и само осећање може бити сумњиво. Као резултат тога, Декарт је закључио да би рационално тражење истине требало да доведе у сумњу свако веровање о сензорној стварности.
Та је уверења разрадио у делима попут "Дискурса о методи", "Медитацијама о првој филозофији" и "Начелима филозофије". Декарт је развио метод за постизање истина према којем ништа што интелект (или разум) не може бити препознат не може бити класификовано као знање. Истине које се постижу разумом разбијају се на елементе које интуиција може схватити, што ће кроз чисто дедуктивни процес резултирати јасним истинама о стварности.
Декарт је стога тврдио, као резултат своје методе, да је једини разлог одредио знање и да се то може учинити независно од чула. На пример, његов познати диктум, Cogito ergo sum или "мислим, дакле јесам", закључак је постигнут а приори, тј. пре било каквог искуства о овом питању. Једноставно значење је да сумња у нечије постојање, само по себи, доказује да постоји „Ја“ да би се учинило мишљење. Другим речима, сумњати у своје сумње је апсурдно.  За Декартa то је био непобитан принцип на којем је требало засновати све облике другог знања. Декарт је постављао метафизички дуализам, разликујући супстанце људског тела („res extensa“) и ума или душе („res cogitans“). Ово кључно разликовање оставило би нерешено и водило ка ономе што је познато као проблем ума-тела, јер су две материје у картезијанском систему независне једна о другој и неодредиве.

#### Барух Спиноза (1632–1677)
Филозофија Баруха Спинозе је систематска, логична, рационална филозофија развијена у Европи из седамнаестог века. Спинозина филозофија је систем идеја изграђен на основним градивним блоковима са унутрашњом доследношћу с којима је покушао да одговори на главна животна питања и у којем је предложио да "Бог постоји само филозофски". Био је под утицајем од стране Еуклида и Томас Хобса, као и теолога у јеврејској филозофској традицији, попут Мајмонида.
Meђутим, његов рад је у многим аспектима одступио од јудео-хришћанске традиције. Многе Спинозине идеје и данас узнемирују мислиоце и многи његови принципи, посебно у погледу емоција, имају импликације на модерне приступе психологији.
До данас су многи важни мислиоци сматрали да је Спинозину "геометријску методу" тешко схватити: Гете је признао да је овај концепт збунио. Његов магнум опус, Етика, садржи неразрешене недоречености и има забрањујућу математичку структуру по узору на Еуклидову геометрију. Спинозина филозофија привлачила је вернике као што је Алберт Ајнштајн и много интелектуалне пажње.

#### Готфрид Лајбниц (1646–1716)
Лајбниц је био последња велика фигура рационализма из седамнаестог века који је снажно допринео другим пољима као што су метафизика, епистемологија, логика, математика, физика, јуриспруденција и филозофија религије; он се такође сматра једним од последњих "универзалних генија".
Међутим, он није развио свој систем, независно од ових напретка. Лајбниц је одбацио картезијански дуализам и негирао постојање материјалног света. Према Лајбницу, постоји бесконачно много једноставних супстанци, које је он назвао "монаде" (које је добио директно из Proclus-а).
Лајбниц је развио своју теорију монада као одговор и Декартеу и Спинози, јер га је одбацивање визија присилило на сопствено решење. Монаде су основна јединица реалности, према Лајбницу, који чине неживи и анимирани предмети.
Ове јединице стварности представљају универзум, мада не подлежу законима узрочно-последичне повезаности или простора (који је он назвао "добро утемељеним појавама"). Лајбниц је, дакле, увео свој принцип успостављене хармоније како би објаснио привидну каузалност у свету.

#### Имануел Кант (1724–1804)
Кант је једна од централних фигура модерне филозофије и одредио је услове којима су се морали позабавити сви наредни мислиоци. Тврдио је да људска перцепција структуира природне законе, а да је разлог извор морала. Његова мисао и даље има велики утицај у савременој мисли, посебно у областима као што су метафизика, епистемологија, етика, политичка филозофија и естетика.
Кант је своју марку епистемологије назвао „Трансцендентални идеализам“, а ове погледе је први изнео у свом чувеном делу „Критика чистог разума“. У њему је тврдио да постоје темељни проблеми и са рационалистичком и с емпиријском догмом. Рационалистима је, уопштено, тврдио да је чисти разум погрешан када превазилази његове границе и тврди да познаје оне ствари које су нужно изван подручја свих могућих искустава: постојање Бога, слободна воља и бесмртност људског душа.
Кант је ове предмете назвао "Ствар у себи" и даље тврди да њихов статус објеката изван свих могућих искустава по дефиницији значи да их не можемо знати. Емпиричару је тврдио да је, иако је тачно да је искуство од суштинског значаја за људско знање, разум потребан за његово обрађивање у кохерентну мисао. Стога закључује да су и разум и искуство неопходни за људско знање. На исти начин, Кант је такође тврдио да је погрешно мисао сматрати пуким анализама. "Према Кантовом мишљењу, а приори појмови постоје, али ако ће довести до проширења знања, морају се довести у везу са емпиријским подацима".

## Савремени рационализам
Рационализам је данас постао све ређа етикета на двору филозофа; поприлично је идентификовано много различитих врста специјализованих рационализама. На пример, Роберт Брандо присвојио је појмове „рационалистички експресионизам“ и „рационалистички прагматизам“ као ознаке за аспекте свог програма у "Артикулирајућим разлозима" и идентификовао „језички рационализам“, тврдњу да је садржај пропозиција у основи оно што може послужити као премиса и закључци закључака ", као кључна теза Вилфреда Селарса.

## Критике
Вилијам Џејмс је критиковао рационализам због тога што није у контакту са стварношћу. Џејмс је такође критиковао рационализам за представљање универзума као затвореног система, што је супротно његовом мишљењу да је универзум отворен систем.

## Политика
У политици, рационализам, још од просветитељства, историјски је наглашавао "политику разума" усредсређену на рационални избор, утилитаризам, секуларизам и нерелигиозност - антитеизам последњег аспекта касније је ублажен усвајањем плуралистичких метода расуђивања, практичних без обзира на религијско или нерелигиозне идеологије.
С тим у вези, филозоф Џон Котингхем  приметио је како рационализам постаје социјално повезан са атеизмом, светским виђењем:
| „ | У прошлости, посебно у 17. и 18. веку, израз „рационалистички“ често се користио за означавање слободних мислилаца антиклерикалног и антирелигијског становишта, и једно време је реч попримала изразито пејоративну силу (дакле у 1670. Сандерсон је презирно говорио о „пуком рационалистичком, односно на енглеском језику атеисту касног издања ...“). Употреба ознаке 'рационалистичка' за карактеризацију погледа на свет који нема места за натприродно, данас постаје мање популарна; Појмови попут „хуманистички“ или „материјалистички“ изгледа да су углавном заузели своје место. Али стара употреба још увек преживљава. | ” |

## Декартова методологија
Као математичар и научник, Декарт жели да одреди начин сазнавања, тј. правила којима разум мора да се руководи како би дошао до истинитих закључака. Тиме се од филозофије, као прве науке, захтева да детаљно аргументује своја сазнања. Методологија филозофског проучавања мора, каже Декарт, да следи математичку логику, односно да садржи јасан редослед проучавања.
Прво, потребно је да пођемо од несумњивих и очигледних истина разума. Друго, потребно је да следимо строга правила закључивања:
- сумњати у све што нисмо проверили и доказали,
- сваки проблем поделити у више делова како би се детаљније проучио,
- повезивањем познатог и непознатог у вези са неким проблемом доћи ћемо до правилног закључка о    томе шта је вредно у ономе што не знамо,
- доласком до решења, потребно је да поново проверимо све делове проблема кроз које смо прошли, како бисмо у сваком делу потврдили закључак.

Ако пођемо од онога што је несумњиво, и ако се држимо правила анализирања, наш закључак можемо да сматрамо истинитим. Због таквог става, Декарт представља једног од највећих рационалиста у филозофији.

## Методичком сумњом до истине о постојању субјекта, Бога, духа и тела
За разлику од претходних филозофа, Декарт прво дефинише методологију проучавања, па тек након што установи методу почиње са размишљањем о метафизици.
Да бисмо достигли истину, односно да би наше сазнање било ослобођено грешака које су понављали претходни филозофи, потребно је да применимо методичку сумњу. Као први корак методичке сумње у кретању ка сазнању потребно је да одбацимо све што сматрамо да макар и мало подлеже сумњи, не бисмо ли тиме дошли до несумњиве извесности.
Дакле, сумња је за Декарта само метода – не ради се о скептичком ставу да истину не можемо да сазнамо, већ о методичком приступу. Са друге стране, потребно је да се бавимо само основним идејама, јер је целокупно знање на њима засновано – нема потребе да преиспитујемо сваки појединачни став.
Декартову методичку сумњу можемо да представимо као след три сценарија:
1. Чулни подаци можда варају. Декарт каже да здрав разум не доводи у сумњу чулне податке, али пошто су нас чула макар једном преварила, сматра да је потребно да у овом истраживању потпуно одбацимо све податке до којих долазимо чулима.
2. Не знамо да ли сањамо или смо будни. Дешава нам се и да сањамо тако живо да не разликујемо сан од јаве. Будући да је могуће да и сада само сањамо, то је још један разлог да путем методичке сумње одбацимо и све што сматрамо ‘реалним’.
3. Зли демон нас можда вара. Штавише, Декарт каже да можемо да замислимо да нас неки зли демон све време вара, утичући на наша чула и наша веровања. У том случају, потребно је да се уздржимо од веровања у истинитост било ког става.
Међутим, додаје Декарт, чак и ако чула варају, чак и ако не можемо да разликујемо сан од јаве или нас зли демон све време вара, једна истина одолева свим разлозима за сумњу: Ја постојим, јер само ако Ја постојим могу да ме варају чула, демони итд.
Пошто је тако доказао да је нужно да Ја постоји, Декарт каже да све идеје о телесном, тј. материјалном, које би могле да се доведу у везу са тим Ја такође морамо да одбацимо као сумњиво. Остаје само једна карактеристика: мисао. Ја постоји само зато што мисли, односно, како каже Декарт, “Мислим, дакле, јесам!” (Cogito ergo sum).
Даље, пошто још увек немамо довољно јак аргумент да бисмо тврдили да било који објекат постоји, морамо да признамо да све што “знамо” о свету око нас заправо представља само идеје у нашем уму. Једна идеја којој Декарт посвећује посебну пажњу јесте идеја Бога. Као бесконачном и савршеном, Богу ништа не недостаје, те стога и не може да греши или да се вара – само човек, као несавршено биће, може да се превари и погреши.
Штавише, пошто смо и даље само у сфери идеја, она идеја која нам је најјаснија и коју можемо да разумемо и опишемо у потпуности јесте идеја која је најреалнија – Бог је та идеја, каже Декарт. Након Бога, идеје које су најјасније и чији је садржај стога најреалнији су идеје аритметике, геометрије и апстрактне математике. Са друге стране, дух може да разумева и замишља, а оно што замишљамо долази нам кроз чула.
Штавише, осећај је реалнији од замисли, а осећаје у нама изазивају чула, те Декарт закључује да сада имамо разлог да тврдимо да и чулни свет постоји.
Тако смо дошли до две несумњиве истине: постоји дух и постоји тело. Дух Декарт назива ‘res cogitans’ (мислећа ствар), а тело ‘res extensa’ (ствар која се протеже, простире). Тело пре свега схватамо као протежно зато што за свако тело, односно материју, можемо да замислимо више стања и облика (нпр. агрегатна стања воде), али оно што остаје јединствено и заједничко за сва та стања јесте пука протежност тела. Па ипак, за чулни свет и даље важи сумња, зато што чула варају, али та сумња – сада када је објашњена и схваћена – ипак омогућава да се неке ствари о спољашњем свету сазнају.
Декарт своје истраживање завршава следећим закључцима:
   1. моја суштина (есенција) је да сам ствар која мисли,
   2. иако имам тело, ипак јасно разликујем свој дух од тела,
   3. зато сам заиста различит од тог тела и могу да постојим без њега.

## Кружни доказ – Декартова грешка?
Декарт је покушао да обезбеди сигурне и трајне основе знања – веровао је да та основа може да се нађе у ономе што јасно и недвосмислено увиђамо. Јасно и недвосмислено би било оно што је толико самоочигледно и извесно, да нико не може разумно да тврди супротно. Међутим, то што смо недвосмислено сигурни у нешто не значи да смо у праву. Како, онда, да знамо да је заиста истинито оно што нам се чини тако очигледним?
Декарт ту укључује – Бога: ако добри Бог постоји, тврди Декарт, можемо бити сигурни да нас неће варати у вези с оним што нам је тако јасно и очигледно. Дакле, да би доказао да можемо да се ослонимо на наш разум, Декарт тврди да нас Бог не вара. Проблем је, међутим, што постојање Бога покушава да докаже управо позивајући се на оне идеје које су очигледне. Другим речима, претпоставља управо оно што би тек требало да докаже: позива се на Бога да би доказао да постоје јасне и самоочигледне истине, а тврди да нам је јасно и самоочигледно да Бог постоји.
У питању је већ раније помињана логичка грешка – кружни доказ (види лекцију Реторика: логичке грешке):
   1. Јасне и самоочигледне идеје су поуздане зато што их Бог гарантује.
   2. Знамо да Бог постоји зато што нам је идеја Бога јасна и самоочигледна идеја.

## Грешка категоризације
Савремени филозоф Гилберт Рајл (1900-1976) уводи појам ‘грешке категоризације’: ради се о погрешном или неоправданом укалупљивању једног појма или карактеристике у неки општи оквир, у неку категорију.
На пример, рекао би Рајл, грешка категоризације настаје када би страни студент дошао у посету Београдском универзитету, обишао све факултете и на крају питао: „Да, видео сам факултете, али где је Београдски универзитет?“. Грешка у категоризацији би била у томе што је мислио да је БУ такође грађевина, као појединачни факултети. Исто тако, када бисте објашњавали неком неупућеном пријатељу правила фудбала, набрајајући који играч има коју улогу, ваш пријатељ би направио исту грешку ако би питао: „добро, а чија је улога да постигне ‘тимски дух’?“ – претпостављајући да је ‘тимски дух’ једна од улога које појединачни играчи могу да преузму.
Рајл би рекао да и сам Декарт прави грешку категоризације. Наиме, овај савремени филозоф сматра да Декарт третира ум као да се ради о одређеном објекту, попут мозга или столице. Будући да није доступан чулима попут мозга или столице, Декарт закључује да се ради о некој нематеријалном, духовном објекту. Рајл сматра да се ради о грешци, тврдећи да је ум само један скуп могућности и навика, те да није потребно говорити о неком духовном објекту. Исто Рајл тврди и за ‘вољу’ – то није неки посебан објекат, неки ‘део’ нас који одлучује у конкретним ситуацијама, већ се ради једноставно о начину на који бирамо како да поступамо.
Укратко, када се ради о грешкама категоризације, Рајл сматра да Декарт (и разни филозофи пре њега) уводе непотребне појмове, објекте и карактеристике, компликујући и мистификујући оно што може да се објасни на једноставнији начин, ослањајући се на већ раније прихваћене појмове и објекте.